# U.S. Bombs
U.S. Bombs är ett amerikanskt punk-band, bildat 1993. Sångare är skateboardlegenden Duane Peters.

## Medlemmar
Nuvarande medlemmar
- Duane Peters - sång (1993-idag)
- Kerry Martinez - gitarr, sång (1993-idag)
- Chip Hanna - trummor, sång (1997-2003, 2009-idag)
- Wade Walston - basgitarr, sång (1997-2005, ?-idag)
- Jonny "Two Bags" Wickersham - gitarr (2000-2002, ?-idag)

Tidigare medlemmar
- Chuck Briggs - gitarr (1993-2000)
- Steve Reynolds - basgitarr (1993-1997)
- Benny Rapp - trummor (1993-1996)
- Alex Gomez - trummor (1996-1997)
- Jamie "Monkey Boy" Reidling - trummor, sång (2003-2008)
- Nate Shaw - gitarr (2008)
- Hieko Schrepel - basgitarr (2008-?)
- Curt Stitch [Curt Gove] - gitarr, sång (2002-2008, 2009-?)

## Diskografi
Studioalbum
- Put Strength In The Final Blow - 1995
- Garibaldi Guard! - 1996
- War Birth - 1997
- The World - 1999
- Back At The Laundromat - 2001
- Covert Action - 2003
- We Are The Problem - 2006

Livealbum
- Lost In America / Live 2001 - 2001

EP
- Scouts of America - 1994
- 4 Song EP - 1996
- Jaks / The Way It Ends - 1997
- Kill Me Good - 1997
- Never Mind The Opened Minds - 1997

Singlar
- U.S. Bombs / The Bristles (delad singel) - 1998
- Hobroken Dreams - 1999
- Great Lakes of Beer - 2001
- Tora Tora Tora! - 2000
- Art Kills - 2003

Samlingsalbum
- Lost In America - 2001
- Bomb Everything - 2002